# Tulla
Pour les articles homonymes, voir Tulla.
Tulla (en irlandais : An Tulach, « la colline ») est une petite ville du comté de Clare, en Irlande. 

## Géographie
La ville est le pôle commercial de la paroisse de Tulla et de la zone environnante, elle se trouve à environ 15 kilomètres à l'est d'Ennis.
Le statut de ville a été obtenu au XIIIe siècle. Le nom Tulla peut aussi désigner les deux baronnies autour de la ville.
L'église de Tulla a été fondée vers 620 par Mochuille.

## Toponymie
Tulla est généralement traduit par An Tulach, ce qui signifie "colline ronde". Cependant, le nom complet est soit Tulach na nAspal, signifiant "colline des apôtres", soit Tulach na nEaspag, signifiant "colline des évêques".

## Histoire
Le village de Tulla s'est développé autour d'un monastère fondé vers 620 par Mochulla qui en devint plus tard le saint patron.
La charte de ville  a été obtenue au XIIIe siècle et le brevet de marché en 1619. Les jours de marché ont ainsi été pérennisés tout au long de l'année.
Samuel Lewis signale en 1837 que les lieux peuvent "avoir des prétentions à l'Antiquité. Il s'y trouve de nombreux vestiges d'anciens châteaux, autrefois les résidences de ses propriétaires terriens. La ville est agréablement située sur une colline, elle est entourée de paysages attirants, agrémentés de nombreux aménagements et de villas agréables. Le commerce principal repose sur sa situation près d'une voie publique, il se limite principalement à l'approvisionnement du quartier environnant".
Alors que l'avènement des transports modernes et l'ouverture de plus grands marchés à Ennis et Scarriff conduisaient à la tenue de la dernière foire 1972, diminuant le rôle de Tulla en tant que centre commercial, le commerce a réussi à subsister. La ville détient toujours une licence de marché, les commerçants vendent leurs marchandises devant le palais de justice tous les jeudis matin.